# Monts Knuckles
Les Monts Knuckles, anciennement Dumbara Kanduvetiya, sont une chaîne de montagne se trouvant au centre du Sri Lanka, dans les districts de Matale et Kandy.

## Toponymie
La chaîne tire son nom de la série de nappes de chariage et de sommets à l'ouest du massif. Vu de Kandy, celle-ci ressemble aux articulations du poing et des phalanges, en anglais : knuckles. Ce nom a été attribué par les premiers arpenteurs britanniques, les résidents cingalais désignant traditionnellement la région sous le nom de « Dumbara Kanduvetiya », la chaîne de montagnes pleine de brume (Cooray, 1984).

## Géographie

### Localisation
La zone montagneuse supérieure est souvent revêtue d'épaisses couches de nuages. En plus de sa valeur esthétique, la chaîne présente un grand intérêt scientifique. C'est un microcosme climatique du reste du Sri Lanka, où les conditions de toutes les zones climatiques du pays sont exposées dans le massif.

### Faune et flore
À des altitudes plus élevées, la chaîne abrite plusieurs forêts isolées, abritant une variété de flore et de faune dans une proportion bien plus élevé que le reste du pays, alors que sa superficie n'est que de 0,03 % de la superficie totale de l'île.
Elle abrite plusieurs espèces végétales et animales distinctes endémiques du massif central. Plus de 34 % des arbres, arbustes et herbes endémiques du Sri Lanka ne se trouvent que dans ces forêts.

## Menace
La culture de Cardamome est une menace pour l'écosystème fragile des forêts,,.
Des espèces exotiques invasives comme la fleur Ageratina riparia se répandent dans les forêts et les prairies de montagne, menaçant la flore endémique locale,,.